# Greg Davies
Gregory Daniel Davies (født 14. maj 1968) er en britisk standupkomiker og skuespiller. Han erbedst kendt for sine roller som Greg i We Are Klang, Mr Gilbert i The Inbetweeners, Ken Thompson i Cuckoo, Taskmaster i Taskmaster, og Dan Davies i Man Down, samt sine gæsteoptrædener i Mock the Week, Would I Lie to You? og Fast and Loose. Han har også optrådt i Live at the Apollo-serien.
Han blev nomineret til BAFTA Television Award for Best Male Comedy Performance i 2013 for sin rolle i Cuckoo.

## Filmografi
| År           | Titel                                          | Role                                               |
| ------------ | ---------------------------------------------- | -------------------------------------------------- |
| 2006         | Girls? Eugh!                                   | Ukrediteret                                        |
| 2007         | The Musical Storytellers Ginger & Black        | Mr Hopkirk                                         |
| 2007         | Saxondale                                      | Dunc                                               |
| 2008         | The Wall                                       | Forskellige roller                                 |
| 2008–10      | The Inbetweeners                               | Mr Gilbert                                         |
| 2009         | We Are Klang                                   | Greg                                               |
| 2010–11      | Ask Rhod Gilbert                               | Sig selv                                           |
| 2011         | Fast and Loose                                 | Sig selv                                           |
| 2011         | The Inbetweeners Movie                         | Mr. Gilbert                                        |
| 2011         | Greg Davies Live – Firing Cheeseballs at a Dog | Himself                                            |
| 2012–present | Cuckoo                                         | Ken Thompson                                       |
| 2013         | Greg Davies Live – The Back of My Mum's Head   | Himself                                            |
| 2013–2017    | Man Down                                       | Dan                                                |
| 2014         | This is Jinsy                                  | Jennitta Bishard                                   |
| 2014         | The Inbetweeners 2                             | Mr. Gilbert                                        |
| 2015–nu      | Taskmaster                                     | Sig selv                                           |
| 2015         | A Gert Lush Christmas                          | Uncle Tony                                         |
| 2015         | Doctor Who                                     | King Hydroflax                                     |
| 2016         | Travel Man                                     | Sig selv                                           |
| 2016         | Asterix: The Mansions of the GodsSkabelon:Hsp  | The Centurion (English dub)                        |
| 2017         | Who Do You Think You Are?                      | Deltager                                           |
| 2017         | Comic Relief 2017                              | Sig selv                                           |
| 2018         | You Magnificent Beast                          | Sig selv                                           |
| 2018         | Teen Titans Go! To the Movies                  | Ballonman (stemme)                                 |
| 2019         | The Inbetweeners: Fwends Reunited              | Sig selv                                           |
| 2019         | Greg Davies: Looking for Kes                   | Sig selv                                           |
| 2020         | Taskmaster NZ                                  | Sig selv (Videobesked cameo - Serie 1, Episode 7)  |
| 2021-nu      | The Cleaner                                    | Paul Wickstead; også skaber og manuskriptforfatter |
| 2021–nu      | Never Mind the Buzzcocks                       | Sig selv/vært                                      |
| 2022         | The Horne Section TV Show                      | Sig selv (Episode 1)                               |